# タイセイヨウセミクジラ
タイセイヨウセミクジラ (大西洋背美鯨、Eubalaena glacialis) は、哺乳綱偶蹄目セミクジラ科セミクジラ属に分類されるヒゲクジラである。
1930年代から保護対象になっているが、混獲や船舶との衝突を中心とした数々の脅威に直面しており、一時期は500頭前後まで個体数が増加したが、2021年の段階で350頭前後にまで減少したと考えられており、2030年代には生息数が回復不能な段階になる可能性も指摘されている。また、東大西洋（ヨーロッパ・北アフリカ）では絶滅または機能的絶滅（英語版）に陥っている。

## 分類
セミクジラとミナミセミクジラに特に近縁であり、ホッキョククジラとも比較的に近縁である。
セミクジラとは共に北半球に生息するが、ミナミセミクジラとの近縁性がより強い。

## 形態

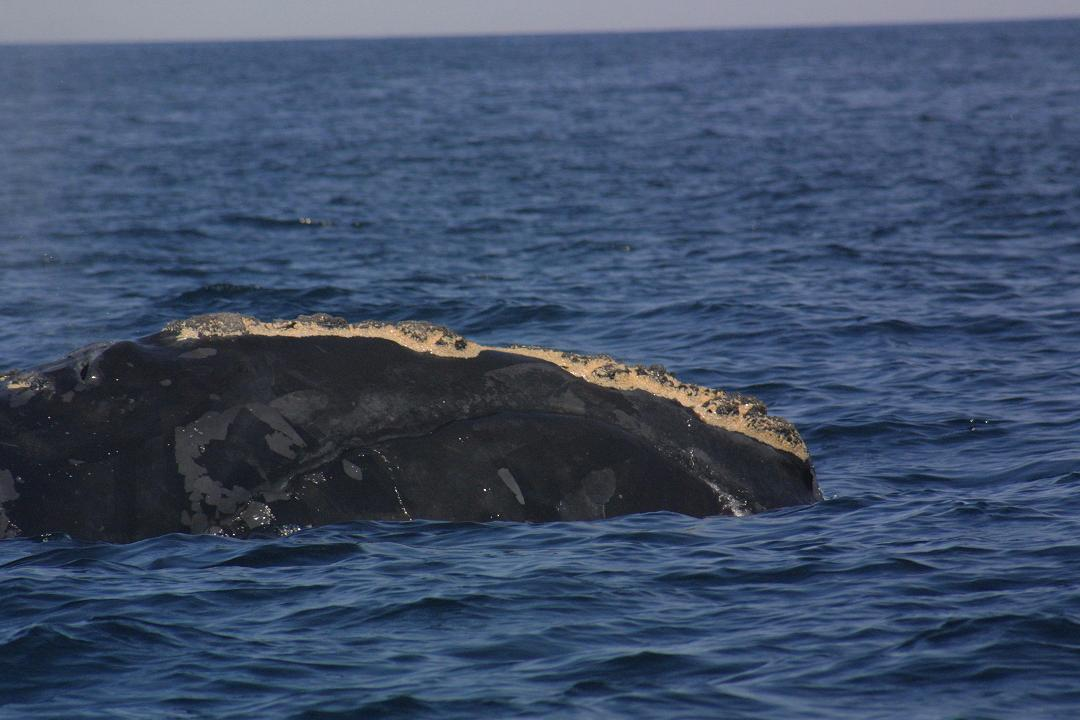
本種の「カラシティ（ケロシティ）」は、他のセミクジラ属とは異なり、頭頂部から吻先まで一体化している事例が少なくない。

体長は13 - 18.5メートル、体重は最大で90 - 106トンに達する。しかし、主に人間による影響に起因して健康状態の悪化に伴い、小型化と繁殖率の低下が報告されている。子鯨の体長は約4.6メートル。
全体的にずんぐりとした姿をしており、胴体に対して頭部が大きく、体長の4分の1ほどにもなる。背びれや腹の溝（畝）はない。下あごは大きく口は湾曲してアーチ型を描いている。ヒゲクジラ類の普遍的な特徴として、噴気孔は2つある。若い頃は青みがかった色をしているが、徐々に全身が黒っぽくなる。また、あごや腹部に不定形の白斑がある。セミクジラ科の特徴として、ヒゲクジラの中でも非常に長いクジラヒゲを有する。
頭部の付近には、皮膚が硬くこぶ状になった「カラシティ（英語版）」がほとんどの個体に見られる。ケロシティの形状と位置は全ての個体によって異なり、個体識別の最大の判断材料として利用されている。また、ケロシティを下唇に持つ場合と待たない場合がある。

## 生態

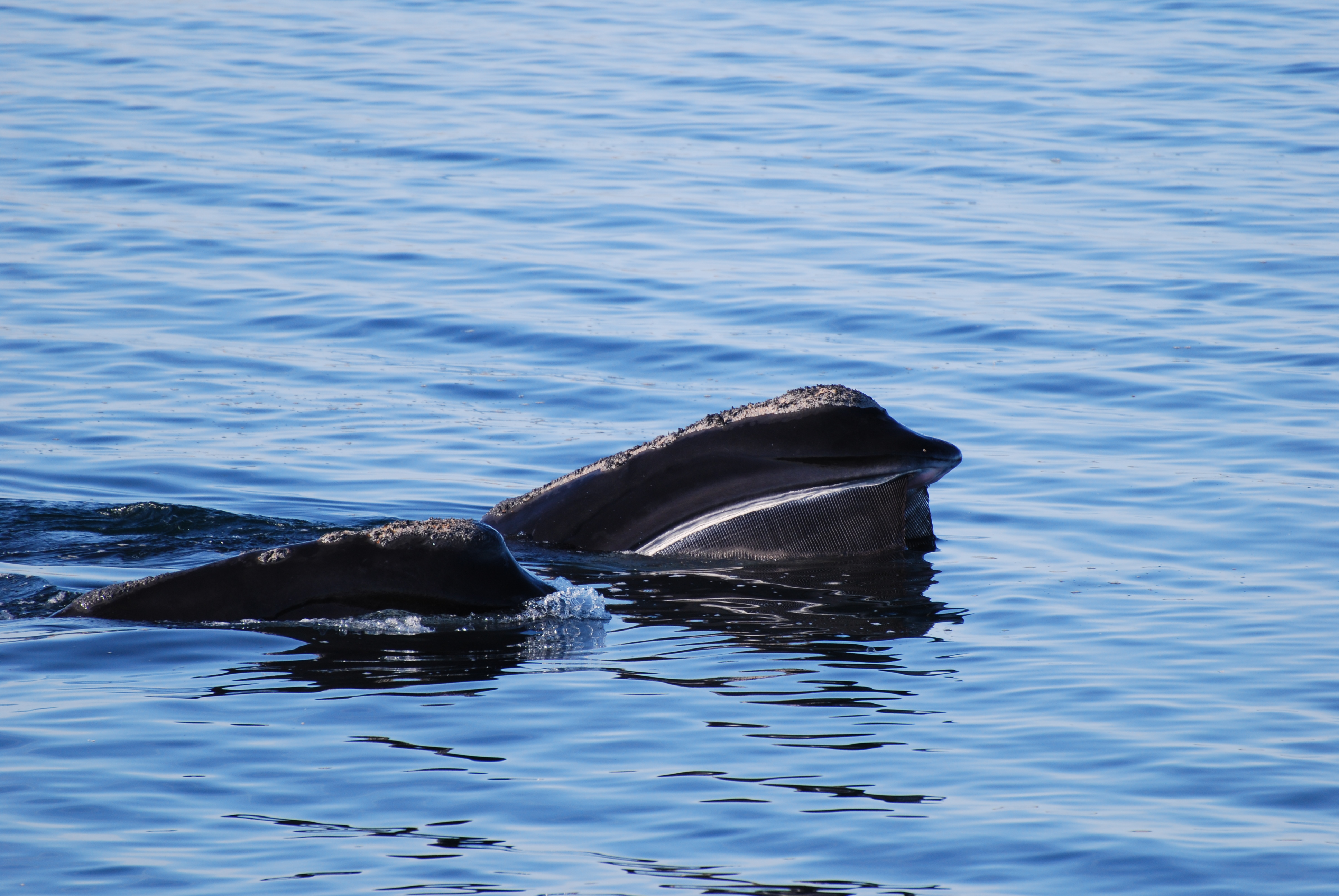
採餌の光景。

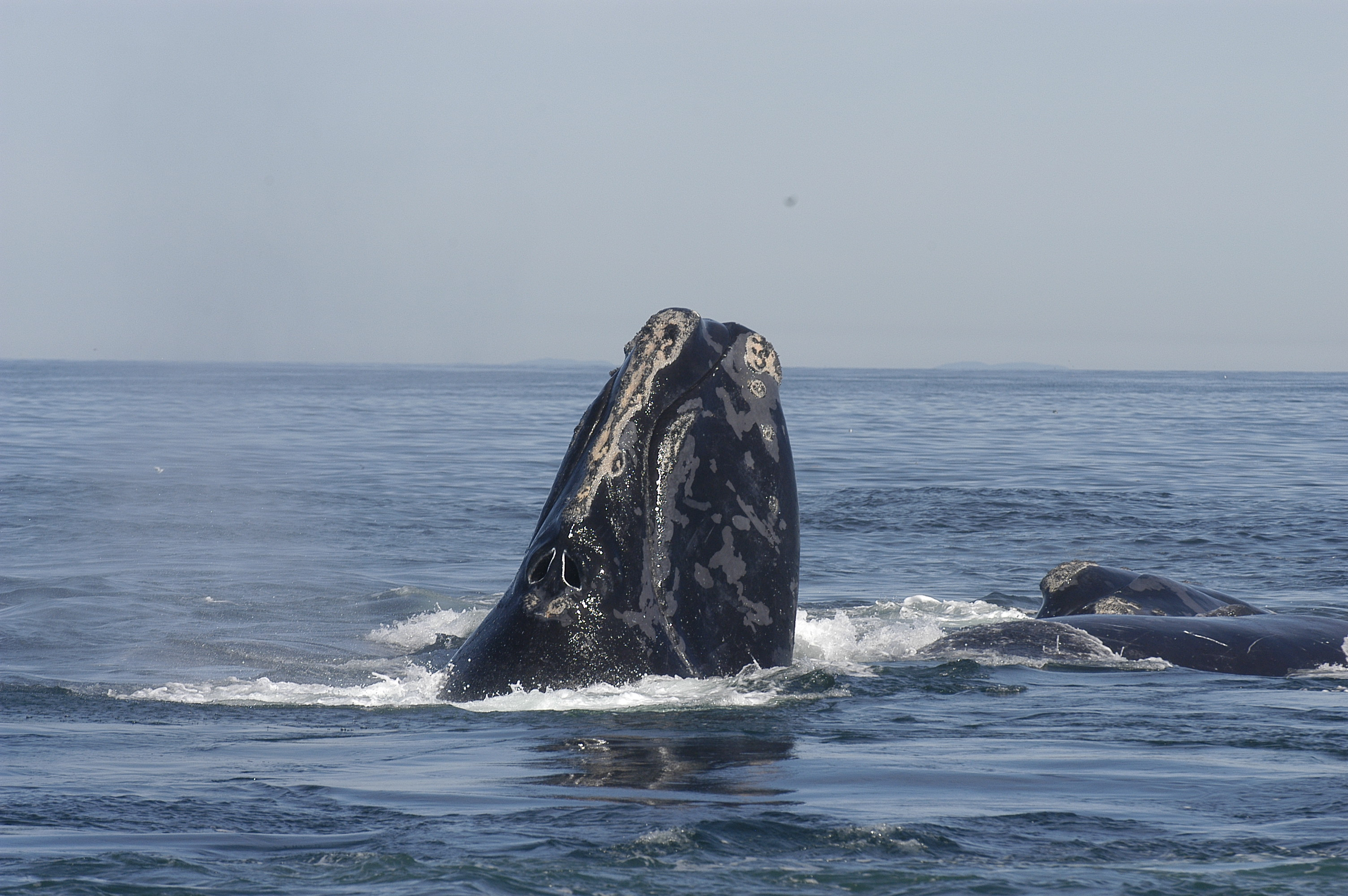
通称「SAG」と呼ばれる繁殖行動（モリア・ブラウン）。

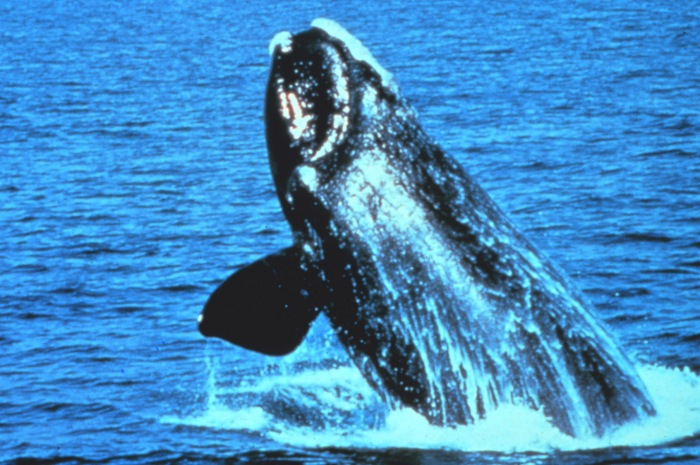
ブリーチング（英語版）。

クジラヒゲでカイアシ類やオキアミなどの動物プランクトンを濾しとって食べる濾過摂食者である。ヒゲが長大なことから、ナガスクジラ科と異なり、魚類などはあまり食べないと考えられる。
単体もしくは2 - 3頭程度の小さな集団で回遊する。泳ぎは遅い。V字型の潮吹き（ブロー）が特徴である。海面に躍り上がるようにジャンプするブリーチング、ヘッドスラップ、スパイホップ、テイルスラップ、ペックスラップなどの活発な海面行動（英語版）を行なう。妊娠期間は12 - 14か月で、冬に出産する。
セミクジラ科は概して好奇心が強くて穏やかであり、「地球上で最も優しい生物」と称される事もある。ハーマン・メルヴィルは『白鯨』において「人間によって初めて定期的に捕らえられるようになった海の最も尊敬される生き物」と表現している。
北太平洋のセミクジラと異なり、本種やミナミセミクジラに関しては「歌」が記録されたことはない。
ファンディ湾等における観察では、本種は他のヒゲクジラ類や魚類とは餌の競合関係にあるが観察上では問題なく共存しており、ザトウクジラやナガスクジラやタイセイヨウカマイルカ等と交流したり、ホッキョククジラおよびイワシクジラと餌場を共有する光景や、ホッキョククジラがセミクジラの繁殖行動に参加している場面も観察されている。アイルランドでは後述の通りに2024年に114年ぶりに確認されたが、捕鯨によってブリテン諸島において絶滅または機能的絶滅（英語版）する以前は本種とイワシクジラは共に行動する事が知られていた。
セミクジラ属の寿命は他の哺乳類と比較しても長い部類であり、ミナミセミクジラが最大で130-150年以上、ホッキョククジラが200-268年以上生きる可能性が指摘されている。一方で、現代における本種の平均寿命は人間による悪影響のために22歳前後であり、全体のわずか10%程度が47歳以上生きるとされている。記録上、最も長く生きた個体は1935年3月24日と1995年8月13日の間に目撃され、最大70歳と推定される。
なお、セミクジラ科の排泄物は他の大型鯨類と同様に海洋生態系にとって重要な資源となり気候変動への対策にもなり得るため、セミクジラ科を含む大型鯨類の激減が海洋生態系の生産力を低下させたことが示唆されている。なお、セミクジラ科の糞は（餌の関係からか）臭気が際立っているとされる。また、糞から得られる生態情報の一つとしてクジラのストレスレベルが存在し、2001年のアメリカ同時多発テロ事件の発生後には船舶の航行量の低下によってクジラのストレスホルモン値も低下した可能性がある。
セミクジラ属、ホッキョククジラ、コククジラ、ザトウクジラ（「fight species」）はシャチの襲撃に対して戦うことで抵抗する傾向が他のナガスクジラ科（「flight species」）よりも強く、本属を含む「fight species」は1500ヘルツ以上の音域で鳴くのに対して「flight species」は100ヘルツ以下の音域で鳴く。この差異もシャチへの対策への違いとして発生した可能性がある。また、本属を含む沿岸性のヒゲクジラ類はシャチへの対策として、自然界由来の音が多くてシャチの行動を抑制する浅瀬を利用する。

## 分布

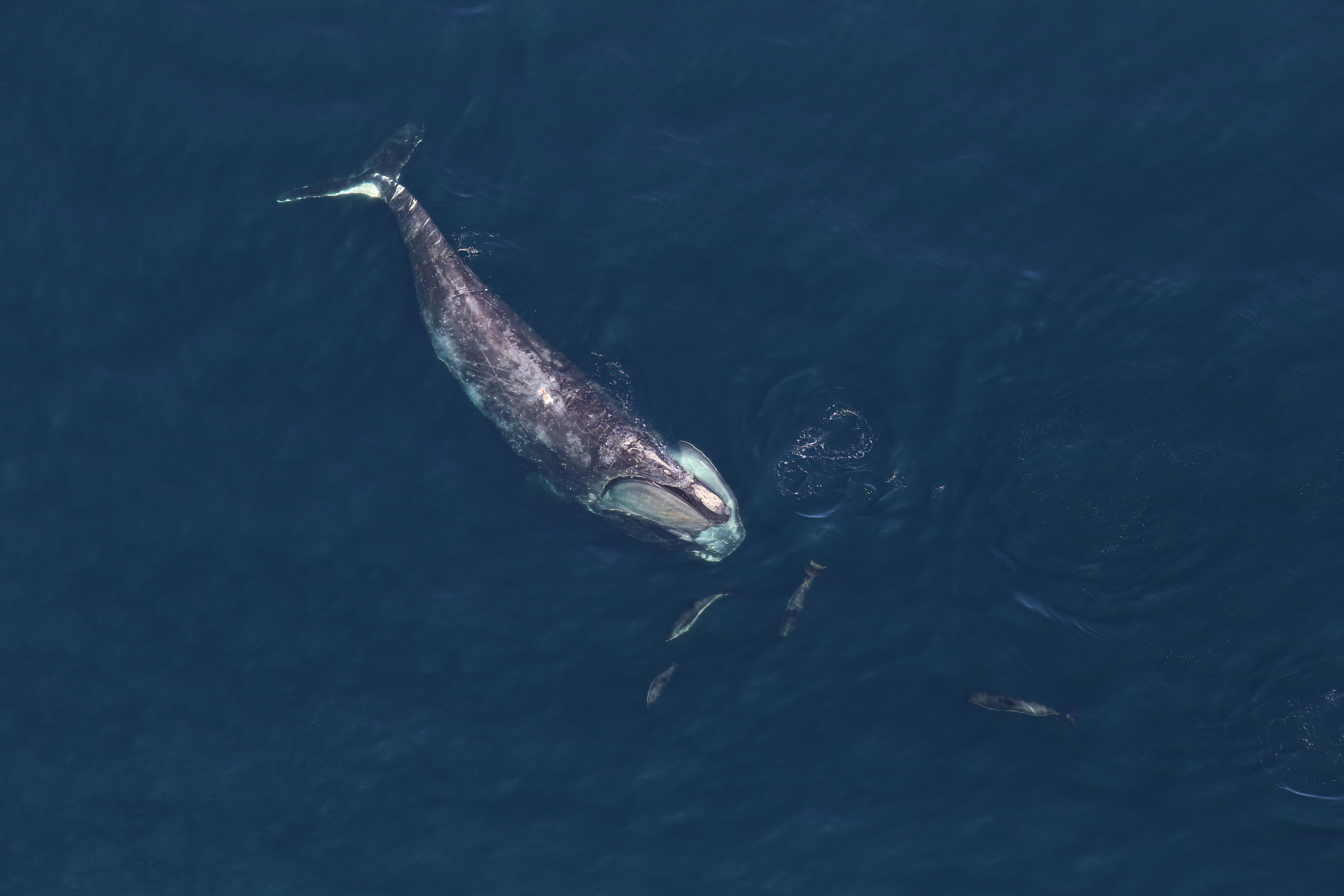
タイセイヨウカマイルカと交流する個体。ボートまたは混獲による傷が見て取れる。

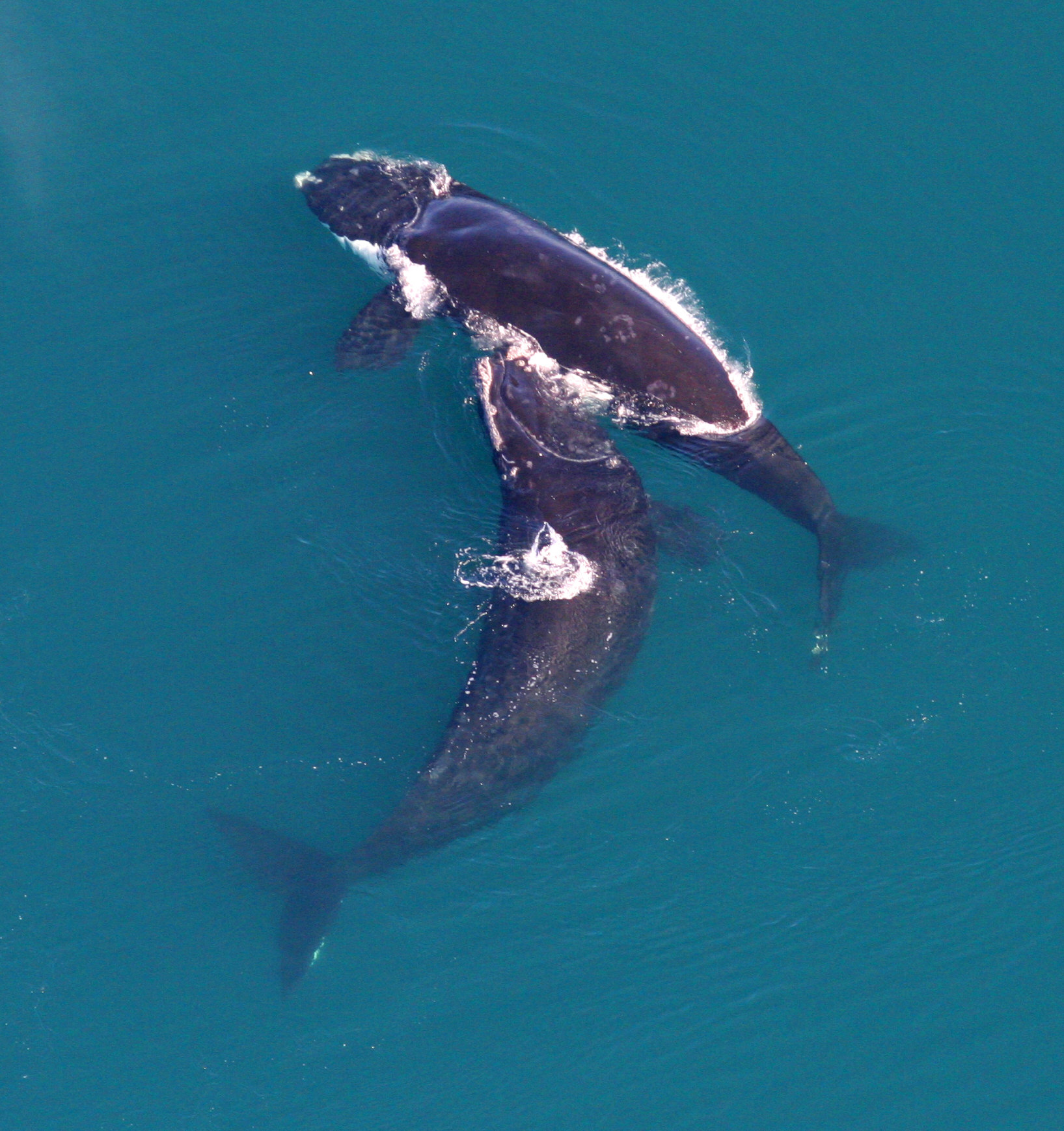
胴体下部の皮膚が白変化した模様が見て取れる。

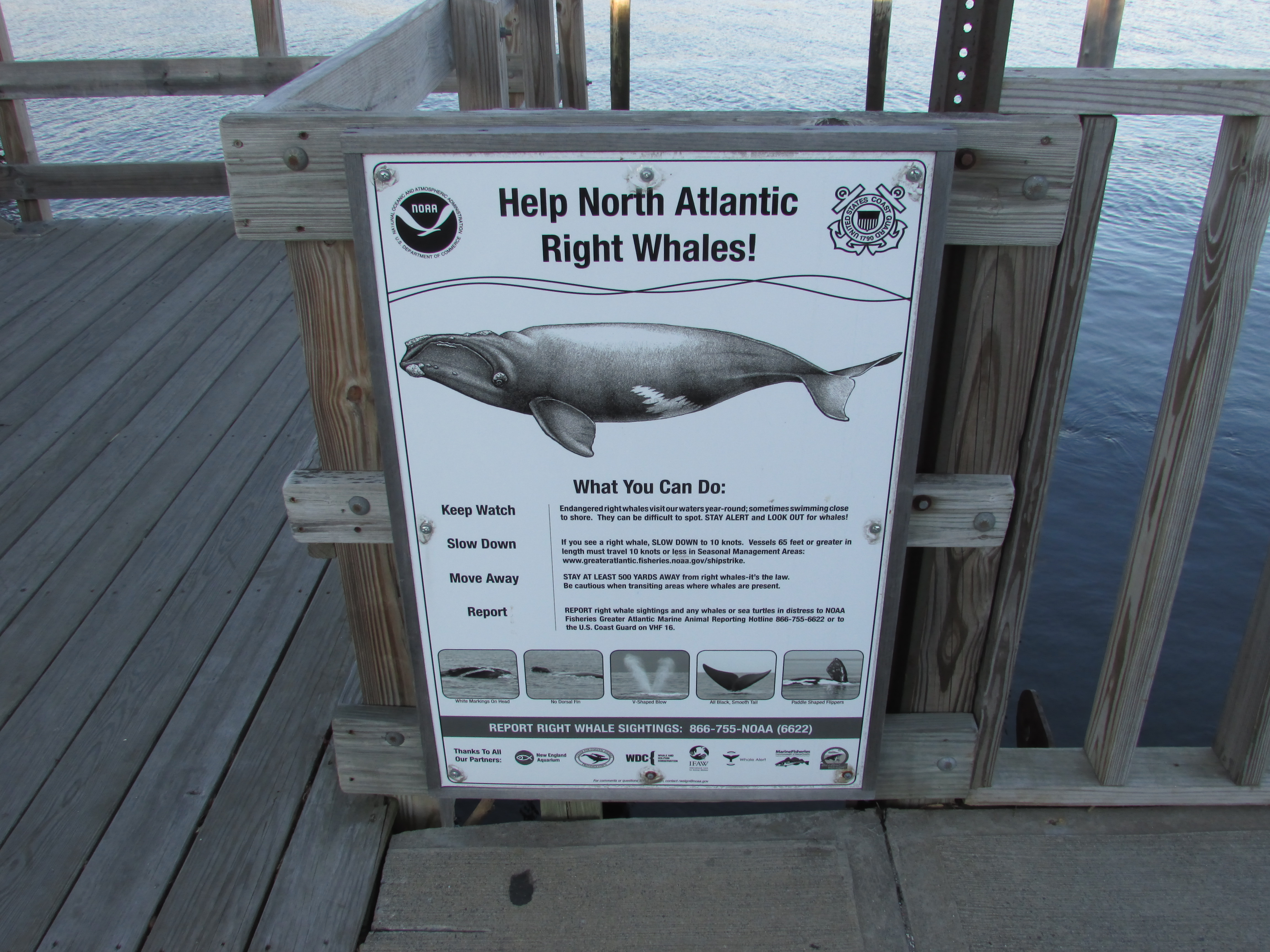
観察時の注意喚起と目撃情報の募集（ベルファスト）。

マサチューセッツ州のナンバープレートに描かれたセミクジラ（英語版）。

他のセミクジラ属と同様に、海岸近くや浅瀬に頻繁に現れ、ケープコッド運河、パムリコ湾、河川の河口、港湾内など、非常に閉鎖的な水域や人間の生活圏に非常に近い場所に現れる事も少なくない。そのため、「都市で暮らすクジラ」とも呼ばれており、保護上の重要な懸念材料になっている。本種がケープコッド運河を通過する際は、クジラ達の安全のために運河が一時的に閉鎖される。
季節的な回遊行動を行うと見られ、過去の分布も含めれば、夏季はデービス海峡、デンマーク海峡、ノルウェー海、バルト海、ワッデン海、マサチューセッツ州近海、アイリッシュ海、冬季はフロリダ州やメキシコ湾、バハマ、ビスケー湾、地中海、バミューダ諸島、アゾレス諸島、マデイラ諸島、カナリア諸島、ポルトガルやスペインの沿岸、モロッコや西サハラやモーリタニアなどの広範囲に回遊していたとされる。
かつてはバルト海や地中海を含む北大西洋の全域に生息していたが、現在の通常分布は北米大陸の沿岸部や沖（セントローレンス湾からフロリダ半島）に限定されており、大西洋の東側（ヨーロッパから北アフリカ）の個体群は絶滅したか、それに近い状況に陥っていると考えられ、近年の目撃はごく稀である。

### 北米
マサチューセッツ州とジョージア州とサウスカロライナ州の州の象徴種に選ばれており、マサチューセッツ州では4月24日を「Right Whale Day」として保護の啓蒙などを行っている。さらに、繁殖期の前後には、フロリダ州を中心とした繁殖海域の沿岸各地で「Right Whale Festival」と呼ばれるフェスティバルが開催され、本種の知名度を高めるための啓蒙を行っている。
北部ではメイン州からマサチューセッツ州が、南部ではノースカロライナ州からフロリダ州の海域が特別保護海域に指定されており、カナダとアメリカ合衆国の沿岸警備隊が中心になって、漁網への混獲や船舶との衝突を防ぐために航路や航行速度の制限を行っている。しかし、地球温暖化による影響からか、主要な餌場であったファンディ湾やケープコッド湾から減少し、より北方のセントローレンス湾に突然現れる様になったため、保護のための法整備がされていないこの海域での死亡事故が相次ぎ、種の回復が大幅に阻害されたとされる。
ファンディ湾やケープコッドはタイセイヨウセミクジラを見るチャンスのあるホエールウォッチングのスポットとして知られている。個体数が少ないために、ツアーの最中に遭遇できる確率は高くはない。しかし、レース・ポイント（英語版）では陸上から観察できる可能性が比較的高いとされる。また、冬季から春季の繁殖と子育ての季節には、ノースカロライナ州からフロリダ州にかけて目撃情報が大手メディアや自治体や各機関によって共有され、目撃記録の募集をしており、セミクジラへの接近を禁ずるルールなどを流布している。
また、目撃情報を共有する専用のオンラインプラットフォームやアプリケーションソフトウェアも複数存在し、混獲や船舶の衝突などの事故を防止する措置が図られている。

### ヨーロッパ・アフリカ側

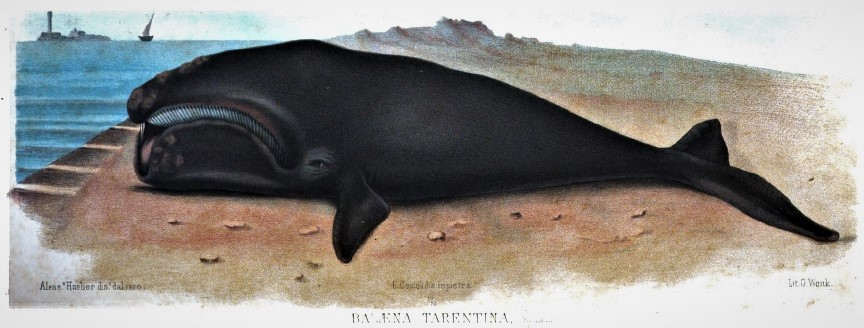
1877年にイタリアのターラント（地中海）に座礁したとされる未成熟個体を描いた絵画（パオロ・パンセリ）。

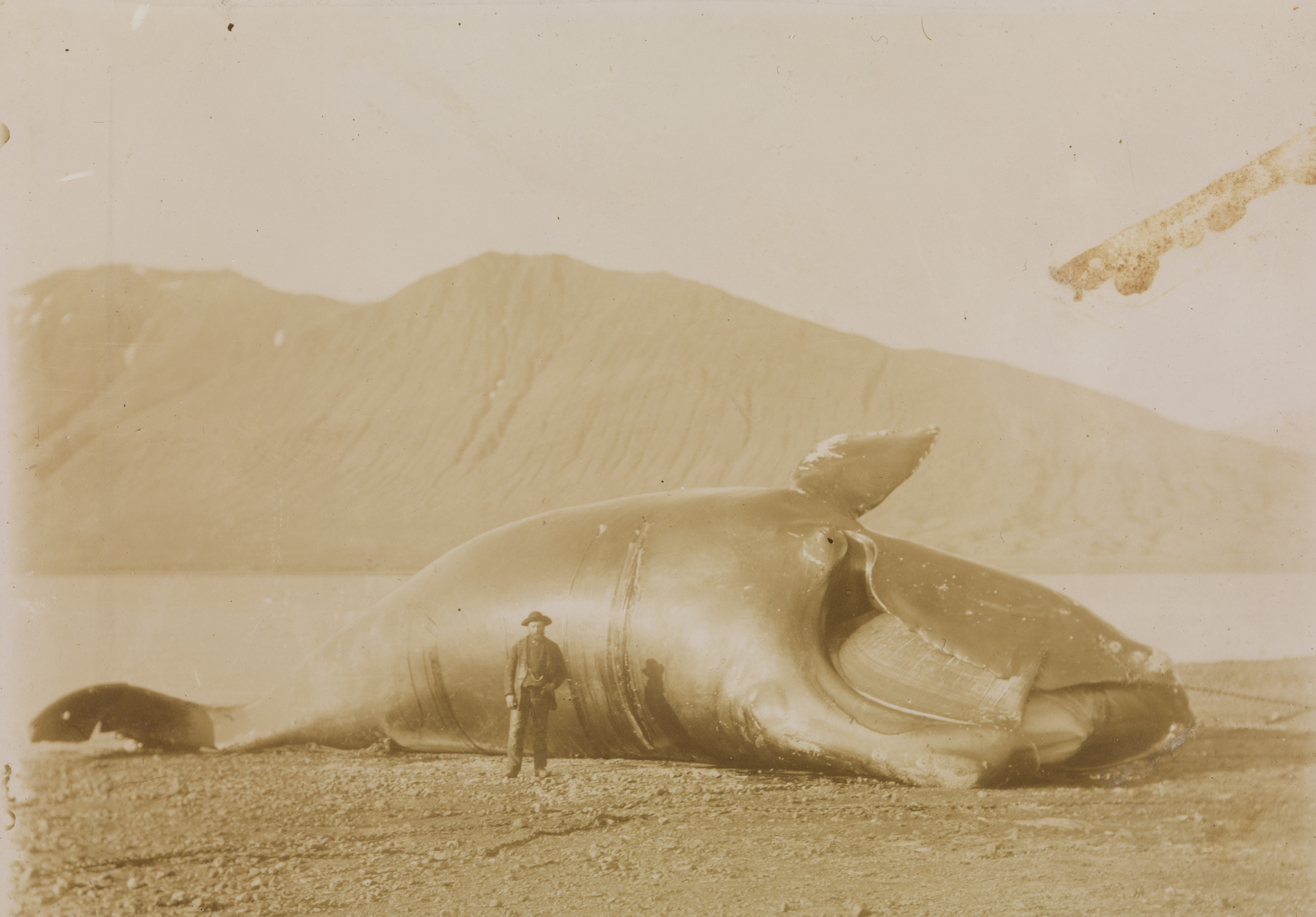
1900年以前にディーラフィヨルズルで捕獲された個体。

上記の通り、現在の北大西洋の東側（ヨーロッパ・北アフリカ）に棲息していた個体群は、絶滅したか機能的絶滅（英語版）に陥っていると考えられており、目撃情報も非常に少ない。
たとえば、後述の通り本種との歴史的・文化的な繋がりが強いイベリア半島では、未確定の目撃情報を除くと1990年代以来確実な目撃記録が存在しない。また、100年以上も確実な記録が途絶えている国々も少なくなく、たとえばフランスでは2019年に捕鯨時代以来となる確認があり、アイルランドでは2024年に114年ぶりに確認されたが、これらの記録までは各々の国内では本種は絶滅したとみなされてきた。
また、近代のごく僅かなアイスランドやヨーロッパにおける目撃例は個体識別が可能な事例はほとんど全部が北米側の個体群に由来している。
地中海やジブラルタル海峡では17世紀以降の記録は非常に限られており、1620年のコルシカ島における詳細不明の捕獲、1808年のカディスにおける座礁、1877年のターラントにおける座礁、1888年のアルジェリア・ティパザ県のブー・イスマイル（英語版）での2頭の内の1頭の捕獲、1921年に捕鯨業者の工場にて本種のクジラヒゲが見つかったこと、捕鯨業者による1950年代の不確実な目視記録、1991年にサンタンティーオコ沖で未確認の目撃情報がイタリア海軍の関係者によって報告された程度であったが、2024年4月にスペイン・アルメリア県のモハカール（英語版）の海岸から1頭が撮影され、本種の地中海への帰還が確認された。付近では1995年2月にサン・ヴィセンテ岬で親子の目撃情報も報告されている。
ヨーロッパ・北アフリカ側において、過去に繁殖や子育てが行われていたことが捕獲記録から確実に判明している水域は、ビスケー湾と西サハラのシントラ湾（英語版）のみであるが、シントラ湾の周辺一帯を含むサハラ砂漠の沿岸も子育てに適していると判明しており、また、地中海もかつては越冬と子育ての場であった可能性が指摘されおり、たとえば3世紀の文献にも記録されている、コルシカ島とサルデーニャ島の間のボニファシオ海峡で冬に見られたとする「怪物」も本種の可能性があるとされる。

## 人間との関係

### 捕鯨

オンダロアの紋章

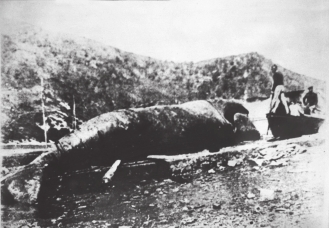
最後のバスク捕鯨（1901年, オリオ）

セミクジラ属に共通するが、古来から捕鯨の主要な対象とみなされ、学名や英語名などもそれに由来している。後述の通り、バスク人による捕鯨がとくに知られたため、スペイン語名は「バスクの鯨」を意味する「Balea vasca」である。
本種を対象とした捕鯨がいつ頃からどの程度の規模で行われていたのかは不明であり、ローマ帝国が本種とコククジラ（大西洋では絶滅）を地中海とジブラルタル海峡で捕獲の対象としていたために地中海からこの2種が消え去ったという説や、中世にオランダとフランデレン地域で商業捕鯨が行われていたという説もある。その後、さらに多くの地域から本種とコククジラの捕獲の形跡が発見され、この2種がとくに重点的に中世ヨーロッパで捕獲されていたことが判明している。
記録として確実な大規模捕鯨は、9世紀ごろからバスク人によって始まった。ビスケー湾に現れたセミクジラを高台から見張り、小舟で漕ぎ出して銛で突く沿岸捕鯨である。当時のヨーロッパでは漁獲したセミクジラからの鯨油に対する需要があった。また鯨肉は食用にもなり、特に舌は珍味とされた。鯨のひげはコルセットなどに加工された。今日でも「鯨」を意味するフランス語の単語である「baleine」は、「ワイヤー」や「（傘などの）骨」という意味に使われている。次第に捕獲海域は大西洋へ拡大され、1560年代にはラブラドル沖海域を開発するなどバスク人の捕鯨は最盛期を迎えた。
しかし、後年による鯨骨の測定の結果、ラブラドルやベルアイル海峡などでバスク人によって捕獲されていた種類のほとんどがホッキョククジラだと判明し、16世紀から17世紀まではホッキョククジラがセントローレンス湾などにも回遊していた事が示唆された。
その後、オランダやイギリスなどが参入してバスク人の独占状態は崩れ、さらにアメリカなども本種の捕鯨を開始した。捕鯨技術が進歩し、かつ組織的に行なわれたため、その漁獲はより大規模となった。この乱獲のため、19世紀までに個体数が激減した。1937年に関係国の協定で世界的に捕鯨は禁止となり、現在は保護の対象となっている。

### 保護

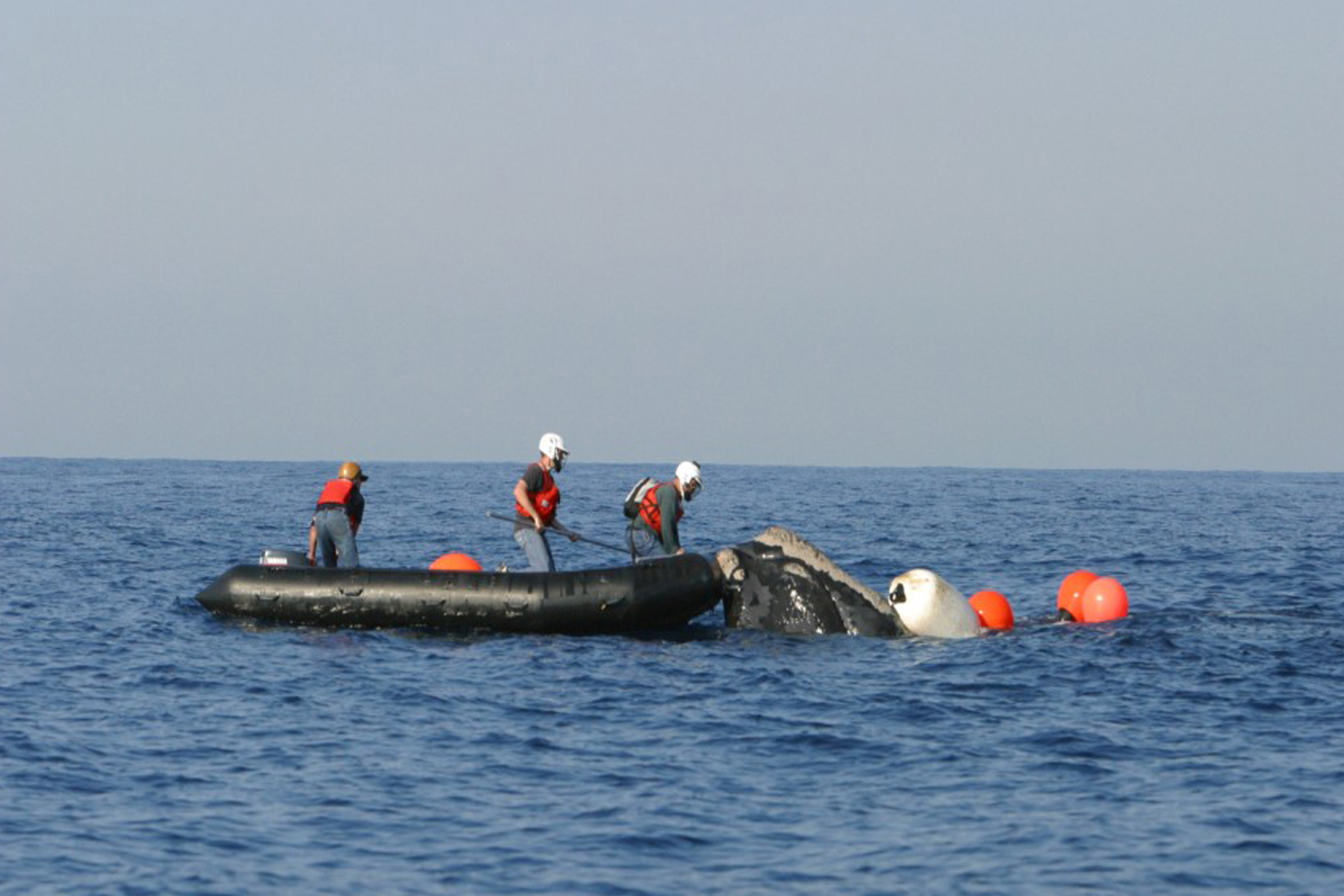
漁網からの救出場面（ジャクソンビル沖）

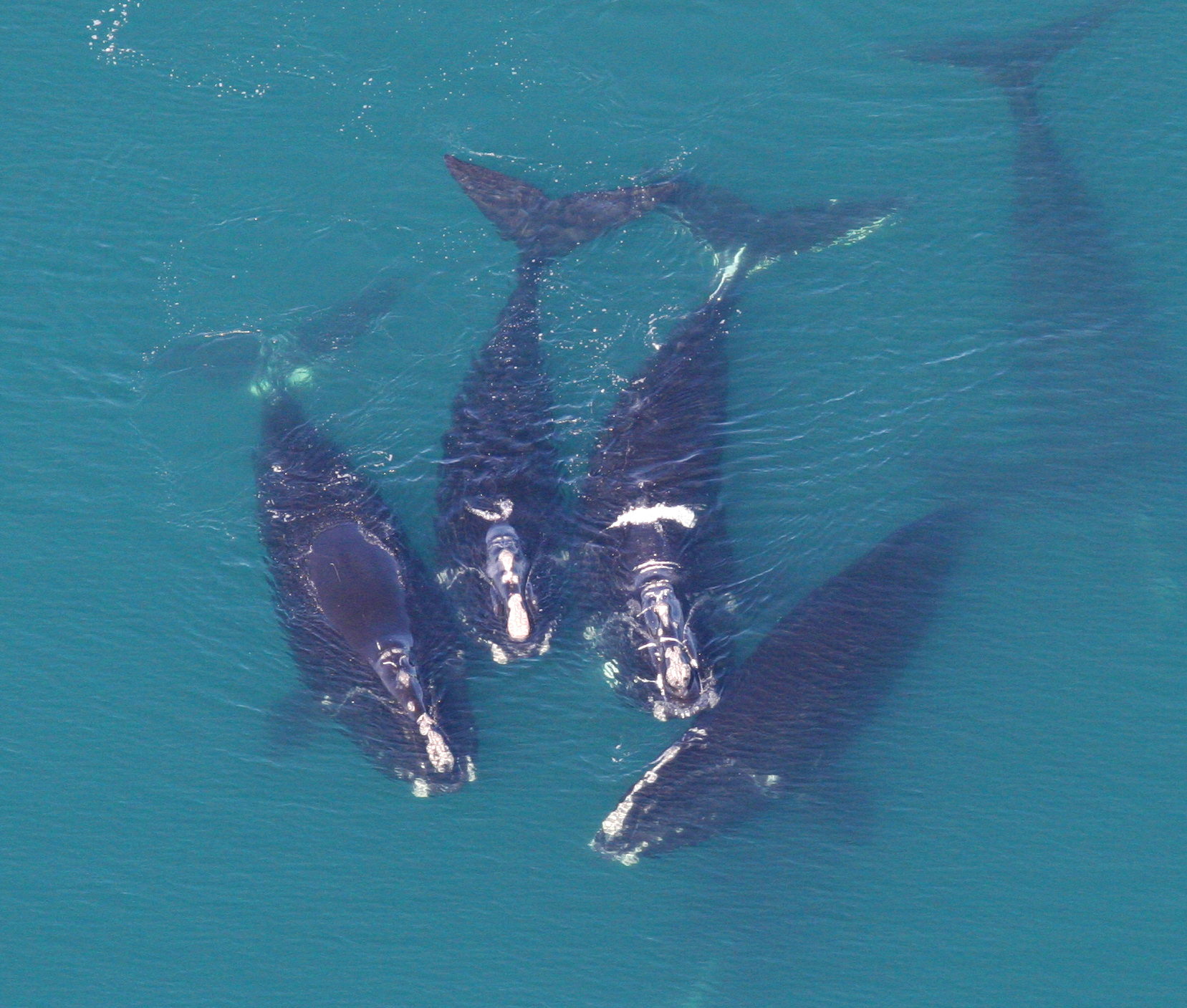
頭部や背中や尾に船舶との衝突や定置網による傷がみえる。

GPSによる移動記録の追跡例（GIF）。

セミクジラ属はもっとも最初に保護が提唱されており、1935年には全てのセミクジラ属の捕獲の禁止が決定されたが、日本をふくむいくつかの捕鯨国が反対し、日本やソビエト連邦などによる本属や他の絶滅危惧種を対象とした密猟も発生してきた。
近年はタイセイヨウセミクジラを対象とした捕鯨は行われておらず、1975年のワシントン条約発効時からセミクジラ属は属単位ごとワシントン条約附属書Iに掲載されている。漁業による混獲や船舶との衝突により生息数が減少しているだけでなく、地球温暖化や環境汚染などによる棲息環境の悪化などによる健康状態と繁殖率の悪化などもあり、ワシントン条約附属書Iにて近絶滅種に指定されている。年平均増加率はおよそ2%と低く、現在の群れの規模も350頭前後である。また、生息数の激減により起こりうる近親交配、それによる遺伝子多様性の縮小化などによる諸問題も懸念され、1990年代には、200年内に絶滅すると予測されていた。　また、2017年には20年以内の絶滅が予測されていた。また、生息環境の悪化もふくめて人間活動による影響下に晒されてきた結果、上記の通り生存個体の小型化と繁殖率の低下も確認されている。
セミクジラ科は「アンブレラ種」であり、セミクジラ達の保護を促進する事によって他の鯨類や他の面の環境保護も恩恵を受けるとされる。
識別された個体にはケロシティの形状から連想される事物などに因んだ様々なコードネームや名前が付けられ、「マーリン」「ガンダルフ」「ジェダイ」「ハリー・ポッター」「ピーターラビット」「ビーカー」「ウォーリー」「カジモド」「Starry Night」「ヴァン・ヘイレン」「Wavy Gravy」などの著名なキャラクターなどに由来する名前が付けられて報道される場合もある。
上記の通り、おそらく地球温暖化などによる気候や生態系の変動に伴い、保護のための法整備がされてこなかったセントローレンス湾への出現が急増し、2017 - 2019年に人間による原因で少なくとも30頭が死亡した。26頭は混獲、2頭は船舶との衝突が原因とされる。2013年には500頭近い頭数の生息が確認されたが、2018年における生息数は409頭と推定され、成獣は250頭未満と推定されている。2021年には、推定で生存数が350頭に低下したとされている。
トランプ政権下にて、ケープコッド沖などでの漁業権の拡大や海洋掘削や音響試験が認可されたため、セミクジラへの悪影響を発生させかねないとして大きな反発を招いた。
2022年に、モントレーベイ水族館（英語版）がロブスター漁によるセミクジラへの悪影響を指摘し、この勧告によって海洋管理協議会もロブスターを「持続可能な海産物」のリストから外し、ホールフーズ・マーケットなどの大手の食料品チェーンがロブスターの取り扱いを停止した。しかし、メイン州の州知事や漁業関係者や政治家などが大いに反発し、モントレーベイ水族館へのボイコットを展開したり、漁業組合がモントレーベイ水族館を提訴するなどの騒動に発展している。
また、米国政府が新たに推進しているバイオ燃料や洋上風力発電の計画と本種の保護に軋轢がすでに生じており、後者に関してはAI技術と音響モニタリングを用いた保護との両立が計画されている。
バイデン政権は2023年09月に本種の保護に8,200万ドル（121億4,800万円以上）を、2024年01月には約1,000万ドル（約14億円）を投入することを決定した。

## 関連画像
- 海面で休む親子
- スパイホッピング（モリア・ブラウン）
- ブロー
- アドルフ・フィリップ・ミローの「バスクの鯨」